# Вулиця Каля Ешилор (Кишинів)

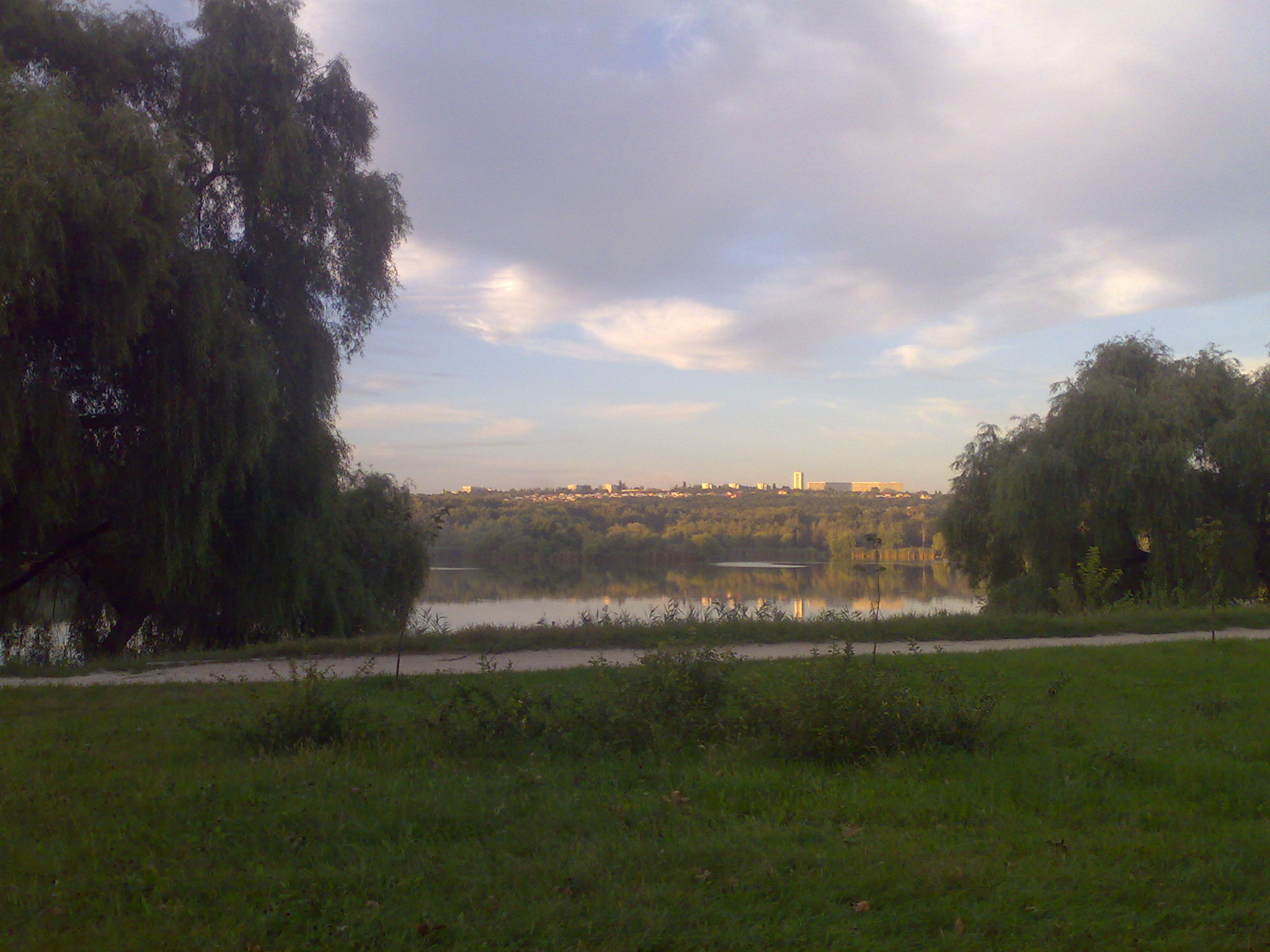
Кишинів, парк «Ла ізвор», вид з вулиці Каля Ешилор

Вулиця Каля Ешилор (рум. strada Calea Ieşilor) — вулиця в муніципії Кишинева (Республіка Молдова), одна з головних вулиць сектору Буюкань.

## Історія
Спочатку вулиця називалася Скуленська дорога і вела з міста Кишинів до прикордонного села Скулень (від якого і отримала свою назву). Починалася Скуленська дорога від перетину сучасних вулиць М. Вітязул та Митрополит Дософтей (в районі колишнього трамвайного депо міста Кишинева).
За радянської влади вулиця отримала ім'я Куйбишева — радянського партійного діяча та революціонера. На вулиці збудували сучасні будівлі та підприємства, зокрема, взуттєву фабрику «Зориле» (1956), комбінат штучних шкір та гумотехнічних виробів (1957) .
Після проголошення незалежності Республікою Молдова вулиця Куйбишева була перейменована на вулицю Каля Ешилор .

## Етимологія
Назва Calea Ieşilor перекладається з молдовської як шлях/дорога (Calea) на Ясси (Ieşi) або, більш літературно, Ясське шосе.

## Визначні пам'ятки
- Канатна дорога. 1983 року було оголошено про будівництво в Кишиневі канатної підвісної дороги від району Нові Боюкани до вулиці Куйбишева. Будівництво канатної дороги передбачалося завершити до шістдесятиріччя утворення Молдавської РСР та Комуністичної партії Молдови[4] . Канатна дорога була здана в експлуатацію лише в 1990 році, в даний час законсервована . На вулиці Каля Ешилор, навпроти парку «Ла ізвор» знаходиться станція цієї дороги.
- Парк «Ла ізвор» . Був розбитий поряд з околицею міста на вулиці Куйбишева у 1972 році . У парку є каскад ставків та алея навколо них[5]. У парку було збудовано ресторан «Ла ізвор» (архітектор Анатолій Гордєєв[6]), в даний час не працює.
- Пам'ятник Михайлу Калініну. Це була робота скульптора М. Горонишева та архітектора М. Запорожена. Пам'ятник було встановлено у 1977 році перед одним із корпусів комбінату штучних шкір. На даний час демонтовано, на його місці кам'яні сходи[7] .

## Державні установи
В безпосередній близькості від вулиці Каля Ешилор знаходиться міський Військовий комісаріат (біля фабрики «Зоріле» біля міського парку «Алунелул»).

## Розважальні заклади
На вулиці Каля Ешилор знаходяться кілька ресторанів, у тому числі ресторан італійської кухні мережі «Andy's pizza», ресторан молдовської кухні мережі «La placinte» . Неподалік парку «Ла ізвор» знаходиться ресторан «Гольф-клуб» .

## Транспорт
По вулиці Каля Ешилор проходять:
- Маршрути тролейбусів № 5 (Тролейбусний парк № 2 – Вул. Бар'ера Скулень); № 8 (Парк «Ла ізвор» - бульвар Траяна); № 23 (Парк «Ла ізвор» - Вул. І. Думенюка); № 34 (Вул. Чуфля - с. Трушень). Раніше вулицею також проходив маршрут № 11 (Парк «Ла ізвор» — Московський бульвар)[11], який в даний час закритий.

- Маршрути автобусів № 16 (Аграрний університет - м. Ватра) та № 46 (Вул. Мелестиу - с. Гидигич).